# جوديث لوري
جوديث لوري (بالإنجليزية: Judith Lowry)‏ هي ممثلة أمريكية، ولدت في 27 يوليو 1890 في الولايات المتحدة، وتوفيت بنفس المكان في 29 نوفمبر 1976 بسبب نوبة قلبية. من الجوائز التي نالتها الجوائز الأميركية للكتاب سنة 1999.

## جوائز
- الجوائز الأميركية للكتاب (1999)

## وصلات خارجية
- جوديث لوري على موقع IMDb (الإنجليزية)
- جوديث لوري على موقع قاعدة بيانات برودواي على الإنترنت (الإنجليزية)
- جوديث لوري على موقع قاعدة بيانات الفيلم (الإنجليزية)